# Wasserhyazinthengewächse
Die Wasserhyazinthengewächse oder Hechtkrautgewächse (Pontederiaceae) sind eine Familie in der Ordnung der Commelinaartigen (Commelinales) innerhalb der Einkeimblättrigen Pflanzen (Monokotyledonen). Diese Sumpf- oder Wasserpflanzen haben eine fast weltweite Verbreitung; einige Arten sind in den Tropen invasive Pflanzen.

## Beschreibung und Ökologie

### Erscheinungsbild und Laubblätter

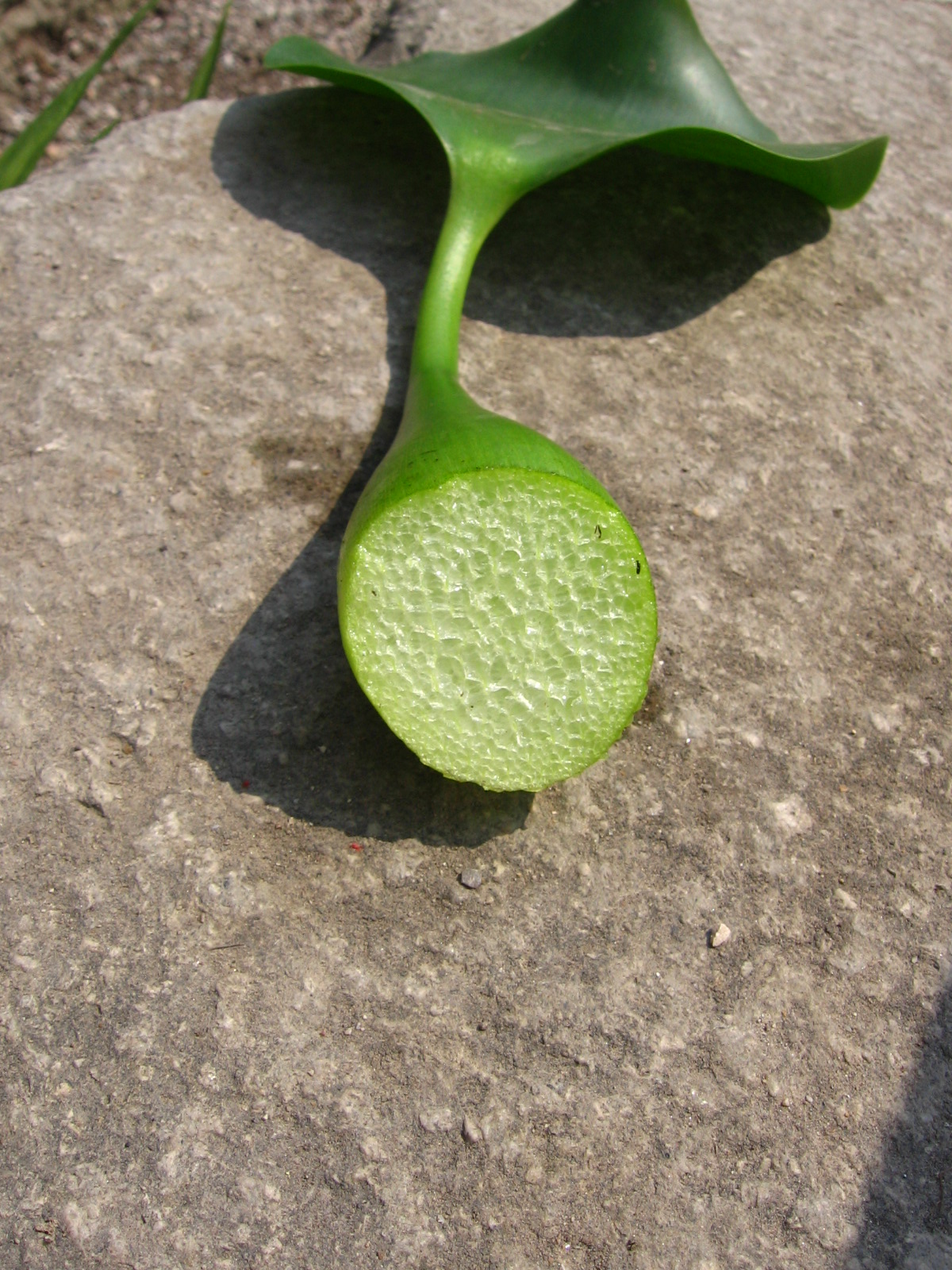
Schwammartiges Inneres eines Blattstiels von Eichhornia crassipes

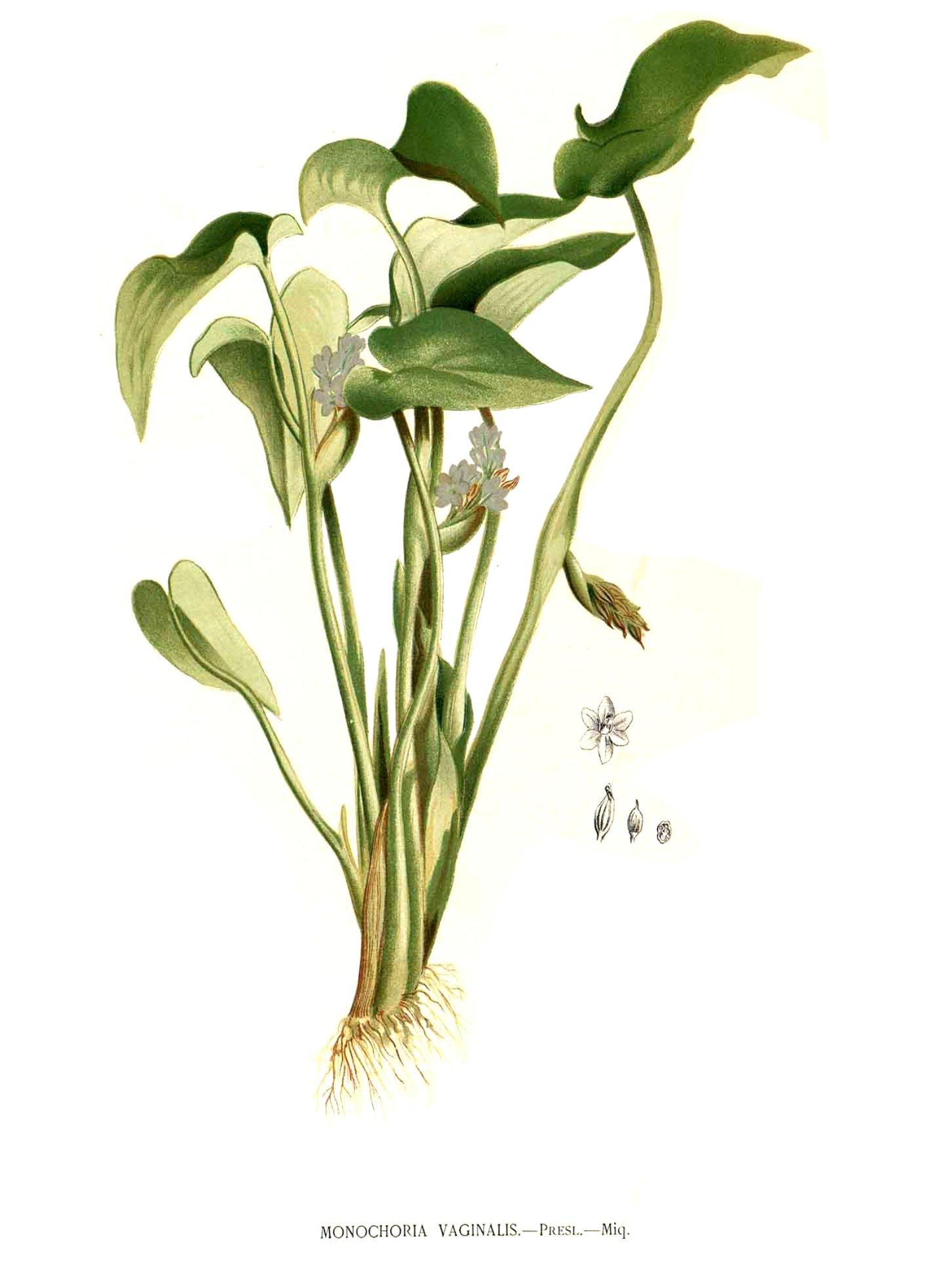
Illustration aus Blanco von Monochoria vaginalis

Es sind krautige Pflanzen, meistens sind sie ausdauernd, es gibt aber auch einjährige Arten. Die Pflanzen sind mehr oder weniger sukkulent. Diese Wasser- oder Sumpfpflanzen sind frei flutend (schwimmend) oder im Boden mit Wurzeln verankert. Stängel oder Blattstiele sind oft innen schwammartig um Luft einzuschließen für eine bessere Schwimmfähigkeit.
Die Laubblätter werden alle an der Sprossbasis oder am Stängel verteilt gebildet. Sie sind meist wechselständig und spiralig oder zweizeilig, seltener in Wirteln angeordnet. Die Blätter können untergetaucht (submers) oder über Wasser (emers) sein (je nach Art). Die meisten Gattungen besitzen gut ausgebildete Blätter, bei Hydrothrix sind die Blätter stark reduziert. Die Laubblätter sind einfach und gestielt mit röhrigen Blattscheiden. Die meist einfachen Blattspreiten sind sehr unterschiedlich geformt und parallel- bis netznervig. Der Blattrand ist glatt. Nur bei Hydrothrix ist die Blattspreite in ungleichmäßige fadenförmige Stränge zergliedert. Die Stomata sind paracytisch.

### Blütenstände und Blüten
Die Blüten stehen einzeln oder in unterschiedlich aufgebauten Blütenstände zusammen. Oft sind zwei Hochblätter (Brakteen) vorhanden. 
Die kleinen bis mittelgroßen Blüten sind zwittrig, dreizählig und radiärsymmetrisch bis stark zygomorph. Es sind zwei Kreise mit je drei Blütenhüllblättern vorhanden; sie sind gleich- bis deutlich verschiedengestaltig und sind frei oder an ihrer Basis röhrig verwachsen. Alle Blütenhüllblätter einer Blüte besitzen die gleiche Farbe: weiß, violett, blau oder selten gelb. Es sind ein oder meist zwei Kreise mit je drei freien Staubblättern vorhanden; sie sind gleich bis deutlich verschieden. Entweder sind alle Staubblätter fertil oder zwei bis drei sind zu Staminodien umgebildet. Beispielsweise bei Hydrothrix ist nur ein fertiles Staubblatt vorhanden. Die drei Fruchtblätter sind zu einem oberständigen Fruchtknoten verwachsen mit einer oder drei Kammern, mit ein bis 50 Samenanlagen je Kammer. Der Griffel endet in einer kopfigen oder winzig dreilappigen Narbe. Die Bestäubung erfolgt meist durch Insekten (Entomophilie), außer bei den kleistogamen Heteranthera und Hydrothrix.

### Früchte und Samen
Es werden dreifächerige Kapselfrüchte oder Nüsse gebildet. Die kleinen Samen enthalten Stärke und sind gerippt oder glatt.

### Inhaltsstoffe und Chromosomenzahlen
Es sind Proanthocyanidine: Cyanidin oder/und Delphinidin vorhanden. Die Chromosomenzahl beträgt n = 8, 14, 15.

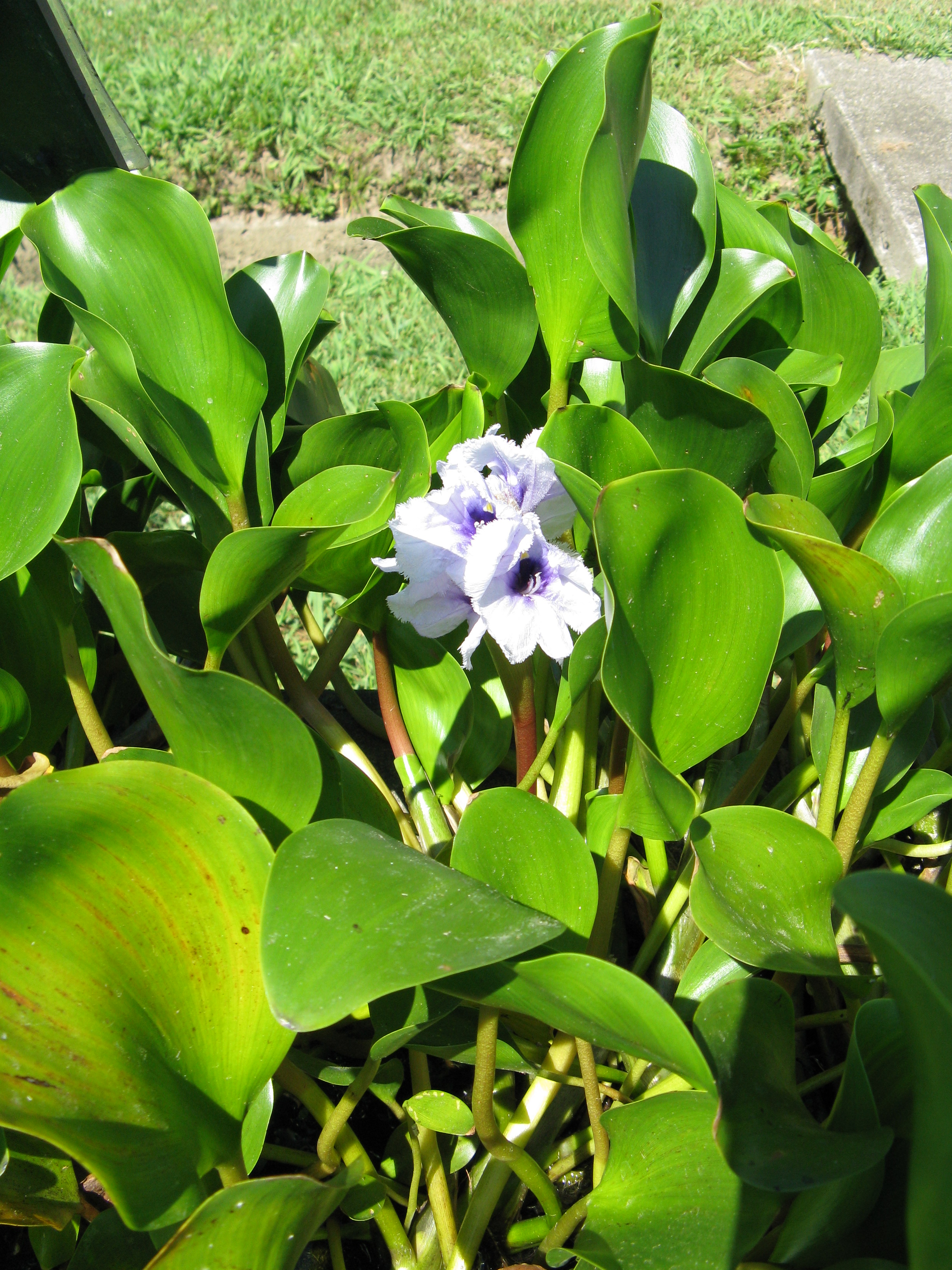
Azurblaue Wasserhyazinthe (Eichhornia azurea)

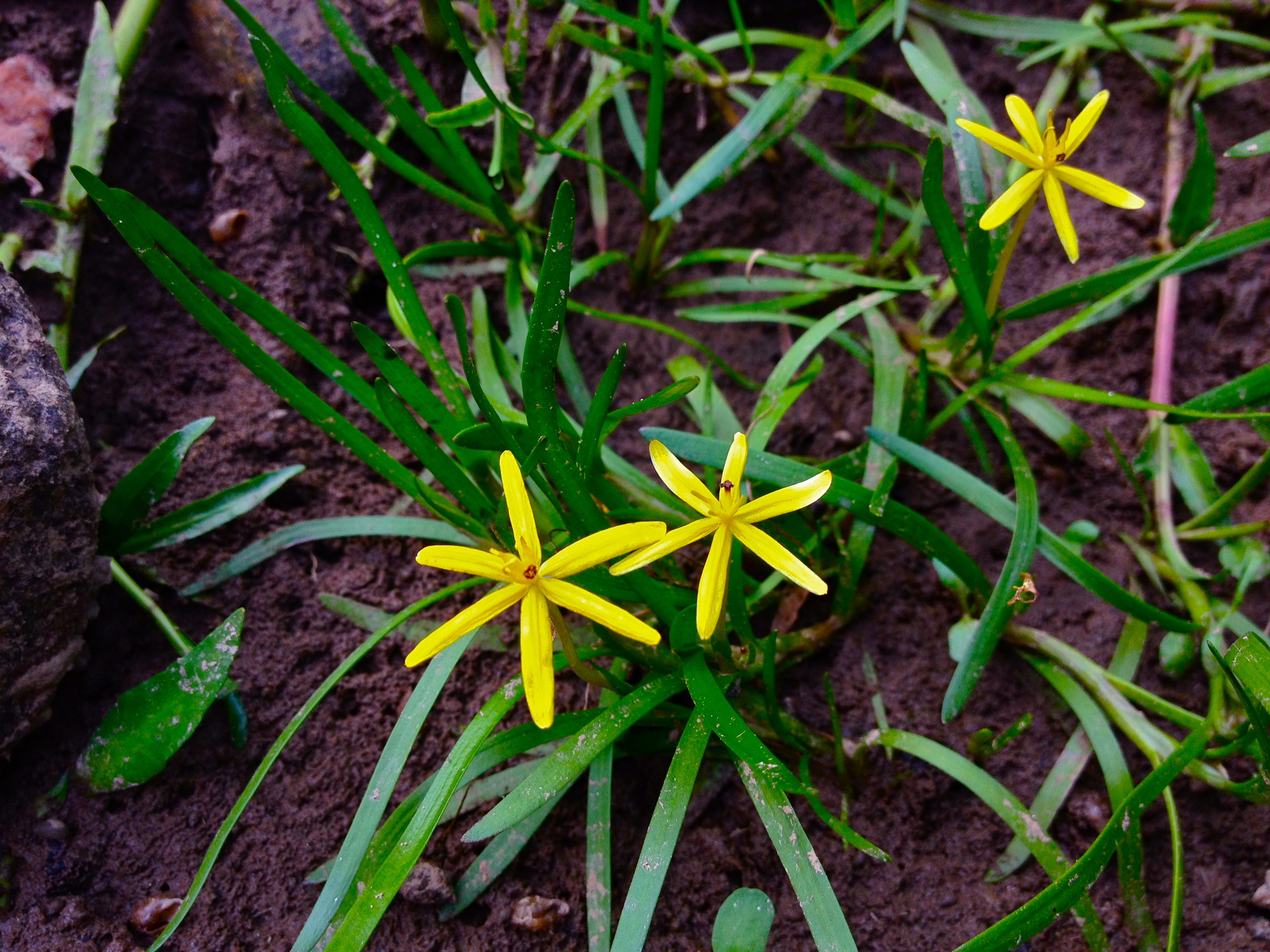
Zweifelhaftes Trugkölbchen (Heteranthera dubia)

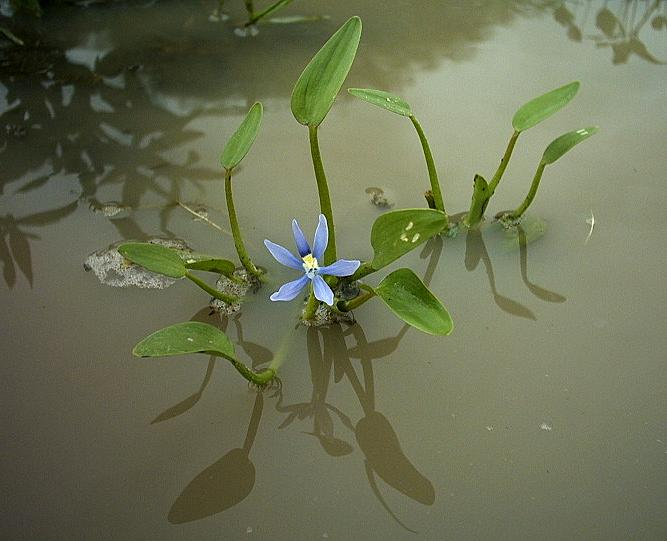
Schlamm-Trugkölbchen (Heteranthera limosa)

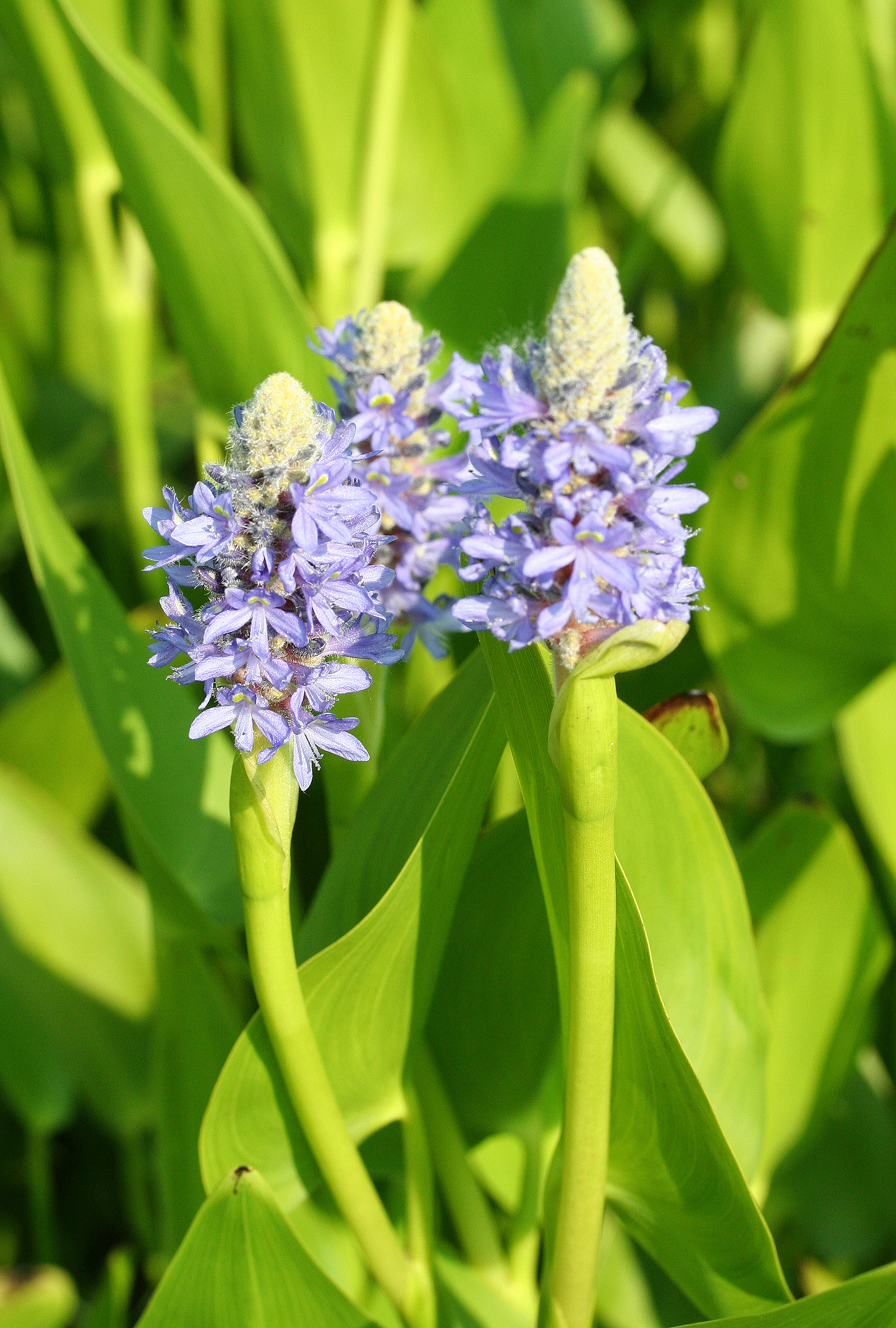
Herzblättriges Hechtkraut (Pontederia cordata)

## Systematik und Verbreitung
Das natürliche Verbreitungsgebiet der Pontederiaceae reicht von den Tropen bis zu den warm-gemäßigten Gebieten, besonders der Neuen Welt. Einige Arten wurden als Zierpflanzen in andere Länder gebracht und neigen dazu zu verwildern, teilweise verdrängen sie andere Arten und verkrauten Gewässer, die dann stärker Verlanden oder die Schifffahrt wird sogar behindert (invasive Pflanzen).
Die Erstveröffentlichung der Pontederiaceae erfolgte unter der Bezeichnung Pontedereae 1815/16 durch Karl Sigismund Kunth in Nova Genera et Species Plantarum, 4. Auflage, Band 1, S. 265. Typusgattung ist Pontederia L.
Die Arten der früheren Familie Heterantheraceae J.G.Agardh gehören heute als Tribus Heteranthereae J.G.Agardh zu den Pontederiaceae.
Zur Familie der Wasserhyazinthengewächse (Pontederiaceae) gehören sechs (früher bis zu neun) Gattungen mit bis zu 30 Arten:
- Wasserhyazinthen (Eichhornia Kunth, Syn.: Piaropus Raf. nom. rej., Cabanisia Kotschy ex Schltdl., Leptosomus Schltdl.): Die sechs bis sieben Arten sind hauptsächlich in der Neotropis verbreitet. Sie sind Neophyten in vielen tropischen Ländern.
- Trugkölbchen (Heteranthera Ruiz & Pav., Syn.: Schollera Schreb., Scholleropsis H.Perrier, Heterandra P.Beauv., Leptanthus Michx., Buchosia Vell., Lunania Raf., Triexastima Raf., Phrynium Loefl. ex Kuntze, Zosterella Small, Eurystemon Alexander): Von den etwa zwölf Arten sind elf in der Neuen Welt und eine in Afrika verbreitet.[4] Sie besitzen nur drei fertile Staubblätter.
- Hydrothrix Hook. f.: Sie enthält nur noch eine Art:
  - Hydrothrix gardneri Hook. f. (Brasilianisches Wasserhaar[5]): Sie kommt im nordöstlichen Brasilien vor.[4] Es ist eine einjährige Pflanze, die völlig untergetaucht (submers) wächst. Auch ihre Blüten, mit nur einem fertilen Staubblatt, bleiben unter Wasser und es erfolgt Selbstbestäubung (kleistogam). Sie wird heute aber als Heteranthera gardneri (Hook.f.) M.Pell. zur Gattung Heteranthera gestellt.[4]
- Monochoria C.Presl (Syn.: Calcarunia Raf., Carigola Raf., Gomphima Raf., Limnostachys F.Muell.): Die sieben bis acht Arten sind vom tropischen bis südlichen Afrika, in Asien und Australien verbreitet.[4]
- Hechtkräuter (Pontederia L., Syn.: Michelia Adans. nom. illeg., Narukila Adans., Umsema Raf., Unisema Raf., Pontederas Hoffmanns., Reussia Endl. nom. cons., Kadakia Raf., Hirschtia K.Schum. ex Schwartz): Die etwa sechs Arten sind in der Neuen Welt verbreitet.[4]
- Scholleropsis H.Perrier: Sie enthält nur eine Art:
  - Scholleropsis lutea H.Perrier: Sie ist von Kamerun bis zum Tschad verbreitet und kommt auf Madagaskar vor.[4] Sie wird heute aber als Heteranthera lutea (H.Perrier) M.Pell. zu Heteranthera gestellt.

## Nutzung
Insgesamt werden die Arten dieser Familie bisher nur wenig genutzt.
Von der Dickstieligen Wasserhyazinthe (Eichhornia crassipes) werden die jungen Blütenstände, Blattspreiten und -stiele gekocht gegessen, sollen aber geschmacksneutral sein, dennoch werden sie in Taiwan auf Grund des hohen Gehaltes an Carotinen als Gemüse gegessen. Da Eichhornia crassipes schnell auf Wasserflächen wachsen hat man begonnen sie als Quelle für Biomasse zu verwenden zur Biogasgewinnung oder/und als Dünger.
Vom Herzblättrigen Hechtkraut (Pontederia cordata) werden die Samen roh, geröstet oder wie Reis gegart gegessen oder sie werden trocken gemahlen. Die grünen Pflanzenteile werden roh (als Salat) oder gegart (wie Spinat) gegessen.
Einige Arten werden als Zierpflanzen für Teiche und seltener in Aquarien verwendet.